# 정진호 (방송인)
정진호(1976년 7월 5일 ~ )는 대한민국의 방송인 및 나이스게임TV의 대표이다.

## 개요
2005년부터 나이스게임TV를 운영, 당시 온게임넷과 MBC게임에서 워크래프트3 리그가 거의 열리지 않게 되며 위기에 몰려있던 상황에서 워크래프트3 리그를 개최 및 중계하며 워크래프트3 팬들의 주목을 받았다.

이후 워크래프트3 리그 및 카오스 리그를 운영 및 중계하였다.
나이스게임TV의 워크래프트3와 카오스 리그 대부분의 진행을 맡았으며, 2013년 현재 리그 오브 레전드 리그의 진행을 맡고있다.
2007년 초 '제2회 KeSPA컵'의 진행을 맡기도 했다.
Hols7라는 닉네임을 사용하고 있다.

## 인용
1. ↑  회사소개[깨진 링크(과거 내용 찾기)]
2. ↑  'e사람' 나이스게임TV 정진호 대표, “게임으로 하는 건 다 즐거워야죠”[깨진 링크(과거 내용 찾기)] <포모스>
3. ↑  'e사람' 나이스게임TV 사장님은 어떤 사람? ‘홀스’ 정진호 대표와의 만남[깨진 링크(과거 내용 찾기)] <포모스>
4. ↑  'e만사' 나이스게임TV 정진호 대표 "종목 다양화에 앞장선다" <데일리e스포츠>